# Proceedings of the American Mathematical Society
Actas de la Sociedad Matemática Estadounidense (nombre original en inglés Proceedings of the American Mathematical Society) es una revista científica de matemáticas publicada mensualmente desde 1950 por la American Mathematical Society (AMS). Como requisito, los artículos que incluye deben tener como máximo 15 páginas impresas, y son sometidos a revisión por pares.
Según el Journal Citation Reports, la revista tuvo un factor de impacto en 2018 de 0,813.

## Alcance
La revista publica artículos de todas las áreas de las matemáticas puras y aplicadas, incluidas topología, geometría, análisis, álgebra, teoría de números, combinatoria, lógica, probabilidad y estadística.

## Resumen e indexación
Esta revista está indexada en las siguientes bases de datos:
- Mathematical Reviews
- Zentralblatt MATH
- Science Citation Index
- Science Citation Index Expanded
- Servicios de alerta ISI
- Índice de citas de CompuMath
- Current Contents / Ciencias Físicas, Químicas y de la Tierra.

## Otras revistas de la American Mathematical Society
- Bulletin of the American Mathematical Society
- Memoirs of the American Mathematical Society
- Notices of the American Mathematical Society
- Journal of the American Mathematical Society
- Transactions of the American Mathematical Society